# تجمع غزوار (المهرة)

تعديل مصدري - تعديل

تجمع غزوار هو "تجمع بدوي" في عزلة الفيدمي بمديرية الغيظة التابعة لمحافظة المهرة، بلغ تعداد سكانها 55 نسمة حسب تعداد اليمن لعام 2004.